# Carloforte
Carloforte is een gemeente op het eiland San Pietro in de Italiaanse provincie Zuid-Sardinië (regio Sardinië) en telt 6488 inwoners (31-12-2004). De oppervlakte bedraagt 50,2 km², de bevolkingsdichtheid is 129 inwoners per km².
Het dorp ontstond door uitgeweken kolonisten van Fort Tabarka, een kolonie van Genua, gelegen voor de stad Tabarka, heden in Tunesië.

## Demografie
Carloforte telt ongeveer 2721 huishoudens. Het aantal inwoners daalde in de periode 1991-2001 met 2,8% volgens cijfers uit de tienjaarlijkse volkstellingen van ISTAT.
| Jaar | Inwoneraantal |
| ---- | ------------- |
| 1991 | 6629          |
| 2001 | 6444          |
| 2004 | 6488          |